# Corylopsis yui
Corylopsis yui är en trollhasselart som beskrevs av Hu Hsien-Hsu och Cheng. Corylopsis yui ingår i släktet Corylopsis och familjen trollhasselfamiljen. Inga underarter finns listade i Catalogue of Life.